# Jason (hest)
Jason var en hest født i 1924 i England, der med kaptajnløjtnant Hans Lunding vandt bronze ved den individuelle militarykonkurrence ved de Olympiske lege 1936 i Berlin. Hesten var udlånt til Hans Lunding af kong Christian 10., der havde erhvervet hesten i England i 1931. 
 Der er for få eller ingen kildehenvisninger i denne artikel, hvilket er et problem. Du kan hjælpe ved at angive troværdige kilder til de påstande, som fremføres i artiklen.

| Dyr | Spire Denne artikel om dyr er en spire som bør udbygges. Du er velkommen til at hjælpe Wikipedia ved at udvide den. |